# The Time Warrior
The Time Warrior (El guerrero del tiempo) es el primer serial de la 11.ª temporada de la serie británica de ciencia ficción Doctor Who, emitido originalmente en cuatro episodios semanales del 15 de diciembre de 1973 al 5 de enero de 1974. En este serial debutó Elisabeth Sladen como la nueva acompañante Sarah Jane Smith, y también debutó la raza de los Sontarans. Este serial también presentó el nombre del planeta del Doctor, Gallifrey.

## Argumento
En la Edad Media, el bandido Irongron, su ayudante Bloodaxe y su banda de criminales encuentran la nave estrellada de un guerrero Sontaran llamado Linx. El alienígena reclama la Tierra para su imperio, y después se prepara para reparar su nave, ofreciéndole a Irongron "armas mágicas" y que le convertirán en rey a cambio de refugio. Hacen un pacto, aunque Irongron permanece suspicaz.
En la época actual, el Tercer Doctor y el Brigadier Lethbridge-Stewart están investigando la desaparición de varios científicos de un complejo de investigación top secret. No saben que Linx ha usado un proyector ósmico para enviarse a sí mismo ochocientos años en el futuro y secuestrar a los científicos para hipnotizarles y que le ayuden a reparar su nave. El proyector sólo le permite aparecer en otro tiempo por un breve periodo. Mientras el Doctor investiga, conoce a un excéntrico científico llamado Rubeish y a una joven periodista llamada Sarah Jane Smith, que se ha infiltrado en el complejo fingiendo ser su tía. Esa misma noche, Rubeish desaparece y el Doctor usa los datos que ha recogido para pilotar la TARDIS hasta la Edad Media, sin darse cuenta de que Sarah se ha metido como polizona.
Irongron le ha robado su castillo a un noble ausente, y las relaciones con sus vecinos son pésimas. De hecho, el apacible Lord Edward de Wessex se ha visto obligado a hacer una alianza contra él y, cuando el pacto está a medio formar, envía a su arquero Hal en una misión infructuosa para matar a Irongron. El barón ladrón está de mal humor cuando traen a Sarah capturada ante él. Su humor mejora cuando Linx le presenta un caballero robótico que es puesto a prueba contra el capturado Hal. El arquero sólo es salvado cuando el Doctor interviene desde lejos disparando la caja de control de las manos de Irongron. En la confusión, Hal y Sarah logran escapar y se dirigen al castillo de Wessex.
Mientras tanto, el Doctor se ha dado cuenta al mismo tiempo de que Sarah está allí y que antes creía que él estaba aliado con Irongron. A la mañana siguiente, el barón ladrón y sus tropas asaltan el castillo usando rifles proporcionados por Linx, pero el ataque es repelido por los ardides del Doctor. El fallo empeora aún más las relaciones entre Linx y Irongron, que habían comenzado a ir mal desde el fiasco del robot caballero y desde el momento en que el ladrón vio el verdadero rostro del Sontaran bajo su casco.
En este punto, el Doctor decide liderar un ataque al castillo de Irongron, y Sarah y él entran disfrazados de frailes. Contactan con Rubeish y encuentran a los científicos humanos en estado de agotamiento extremo. Linx captura al Doctor en el laboratorio, pero le deja inmóvil Rubeish cuando por un golpe de suerte le da en su respiradero, situado en su nuca, que es su principal punto débil. Rubeish y el Doctor usan el proyector ósmico para enviar a los científicos de vuelta al siglo XX. Sarah entonces se infiltra en la cocina de Irongron, aprovechando la oportunidad para poner una droga en la cocina y dejar fuera de combate a los hombres de Irongron.
Linx, ya recuperado, decide que su nave ya está lo suficientemente reparada para marcharse. Una vez más se encuentra con el Doctor y entran en combate. Un enloquecido y medio drogado Irongron llega y acusa a Linx de traicionarle: el Sontaran responde matándole. Mientras Linx entra en su nave esférica, Hal llega y le dispara en la sonda, y el guerrero Sontaran cae muerto sobre sus controles, activando el mecanismo de despegue. Sabiendo que el lugar está a punto de explotar cuando la nave despegue, Bloodaxe despierta a los hombres que quedan y les dice que huyan, mientras el Doctor urge a los últimos de sus aliados a que salgan del castillo, que explota momentos antes de que el Doctor y Sarah se marchen en la TARDIS.

### Continuidad
En este serial se marcan un buen número de debuts: es la primera aparición de Sarah Jane Smith y los Sontarans, la primera mención del nombre Gallifrey como el planeta natal del Doctor, y los Rutans que después aparecerían en Horror of Fang Rock. También es el debut de una nueva secuencia de créditos y un nuevo logo con forma de diamante.

## Producción
| Episodio          | Fecha de emisión        | Duración | Espectadores en millones | Estado en el archivo  |
| ----------------- | ----------------------- | -------- | ------------------------ | --------------------- |
| Episodio 1        | 15 de diciembre de 1973 | 24:15    | 8,7                      | Cinta original en PAL |
| Episodio 2        | 22 de diciembre de 1973 | 24:10    | 7,0                      | Cinta original en PAL |
| Episodio 3        | 29 de diciembre de 1973 | 23:30    | 6,6                      | Cinta original en PAL |
| Episodio 4        | 5 de enero de 1974      | 24:57    | 10,6                     | Cinta original en PAL |
| [ 1 ] [ 2 ] [ 3 ] |                         |          |                          |                       |

Entre los títulos provisionales de la historia se incluyen The Time Fugitive (El fugitivo del tiempo) y The Time Survivor (El superviviente del tiempo).
El rodaje de las escenas de exteriores en los castillos de Wessex y Irongron se hicieron en el castillo de Peckforton, en Cheshire, utilizando diferentes puntos de vista.
En esta historia se presenta una nueva secuencia de créditos que incluye un efecto de túnel de tiempo mediante slit-scan. También presentó un nuevo logo con forma de diamante. Ambos permanecieron en uso hasta 1980.

## Lanzamientos en VHS y DVD
En 1989, se publicó la historia en VHS en formato ómnibus, omitiendo una escena de la captura de Sarah al principio del episodio dos. Sería publicado en DVD el 3 de septiembre de 2007, haciéndolo así disponible comercialmente en su formato original episódico por primera vez. También fue publicado como parte de la compilación en DVD Bred for War junto con The Sontaran Experiment, The Invasion of Time y The Two Doctors.